# Atractus torquatus
Espèce
Synonymes
- Rhabdosoma torquatum Duméril, Bibron & Duméril, 1854
- Rabdosoma varium Jan, 1862
- Atractus davidhardi Silva Haad, 2004
- Atractus janethae Silva Haad, 2004
- Atractus lucilae Silva Haad, 2004

Atractus torquatus est une espèce de serpents de la famille des Dipsadidae.

## Répartition
Cette espèce se rencontre en Guyane, au Guyana, au Venezuela, en Colombie, au Pérou, en Bolivie et en Amazonas au Brésil .

## Publication originale
- Duméril, Bibron & Duméril, 1854 : Erpétologie générale ou histoire naturelle complète des reptiles. Tome septième. Première partie, p. 1-780 (texte intégral).